# Salinas Grandes (Jujuy y Salta)
Salinas Grandes es la denominación de un salar de las provincias argentinas de Jujuy y Salta situadas al noroeste de Argentina. 
Distante a 66 km de Purmamarca y accediendo a través de la Ruta Nacional 52, se extienden sobre un área de 212 km² en el departamento jujeño de Cochinoca encontrándose el centro del salar próximo a las coordenadas 23°38′S 66°05′O / -23.633, -66.083, a una altitud promedio de 3450 m s. n. m.
Pese a lo elevado de tal altitud, las Salinas Grandes de Jujuy son prácticamente el nivel de base de una cuenca endorreica que se continúa hacia el norte en la laguna de Guayatayoc, laguna fuertemente salada y alcalínica. Por el sur y el este, estas salinas están separadas de la quebrada de Humahuaca por la sierra del Chañi, mientras que por el norte y el oeste sus límites se hacen más difusos en el desierto de la puna salada.
El origen de las Salinas Grandes de Jujuy data de un extenso periodo ubicado temporalmente entre 5 y 10 millones de años a. p. En tal extendido plazo la cuenca de este salar se cubrió de aguas con gran cantidad de sales provenientes de la actividad volcánica. La evaporación paulatina de tales aguas saladas continentales dio origen a este salar que posee una costra cuyo espesor promedio es de 30 cm.

## Galería

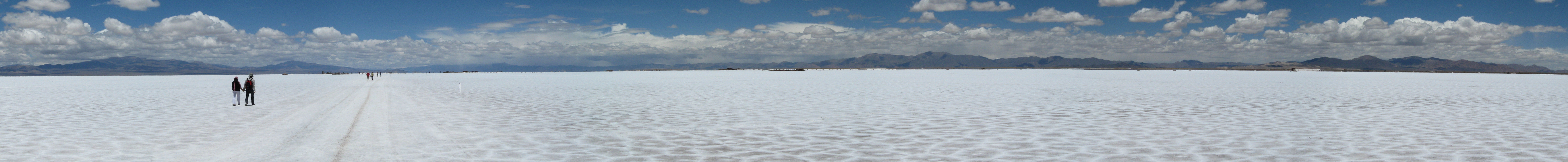
Panorámica 360º de Salinas Grandes
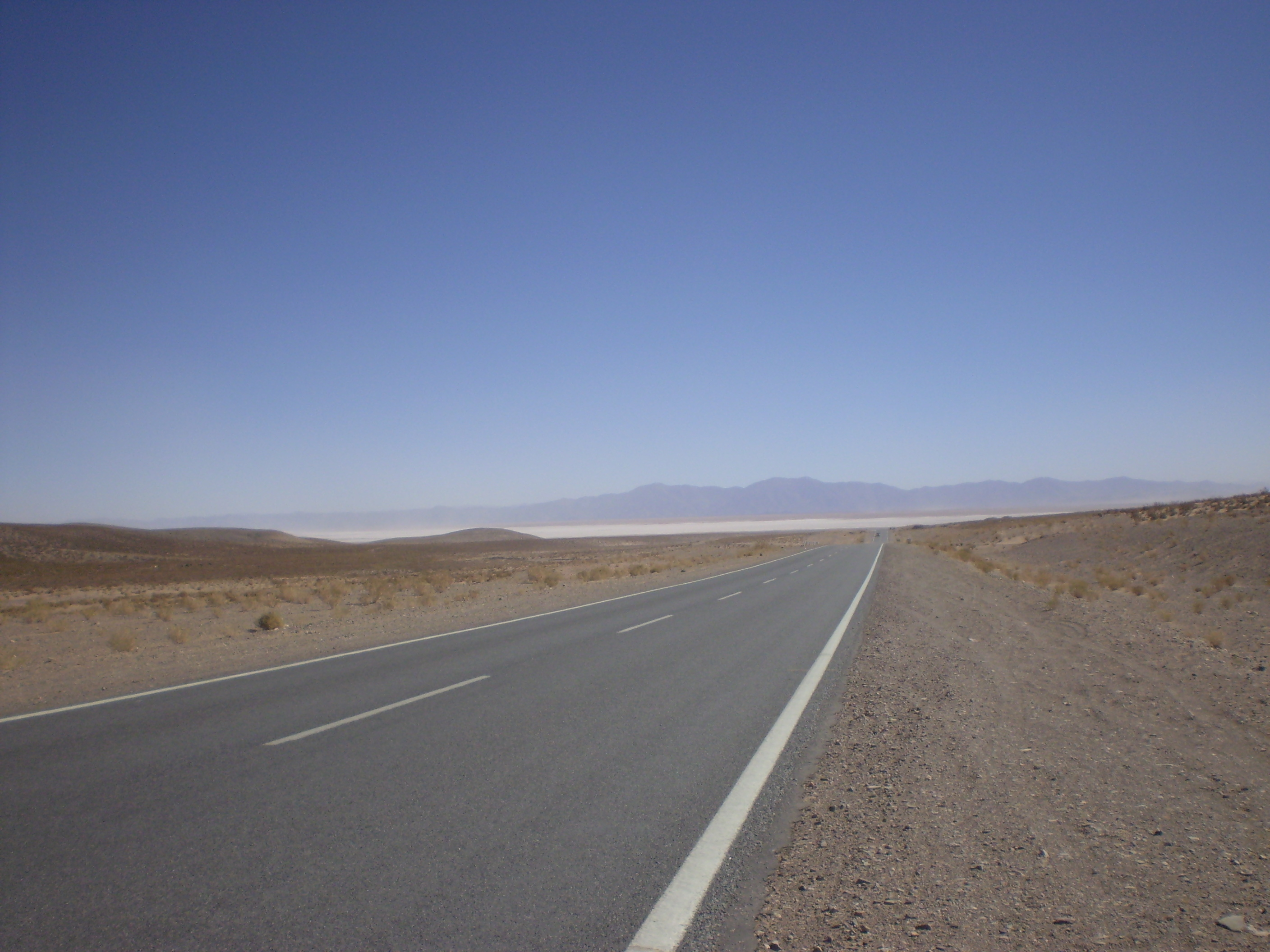
Llegando a las salinas a través de la ruta
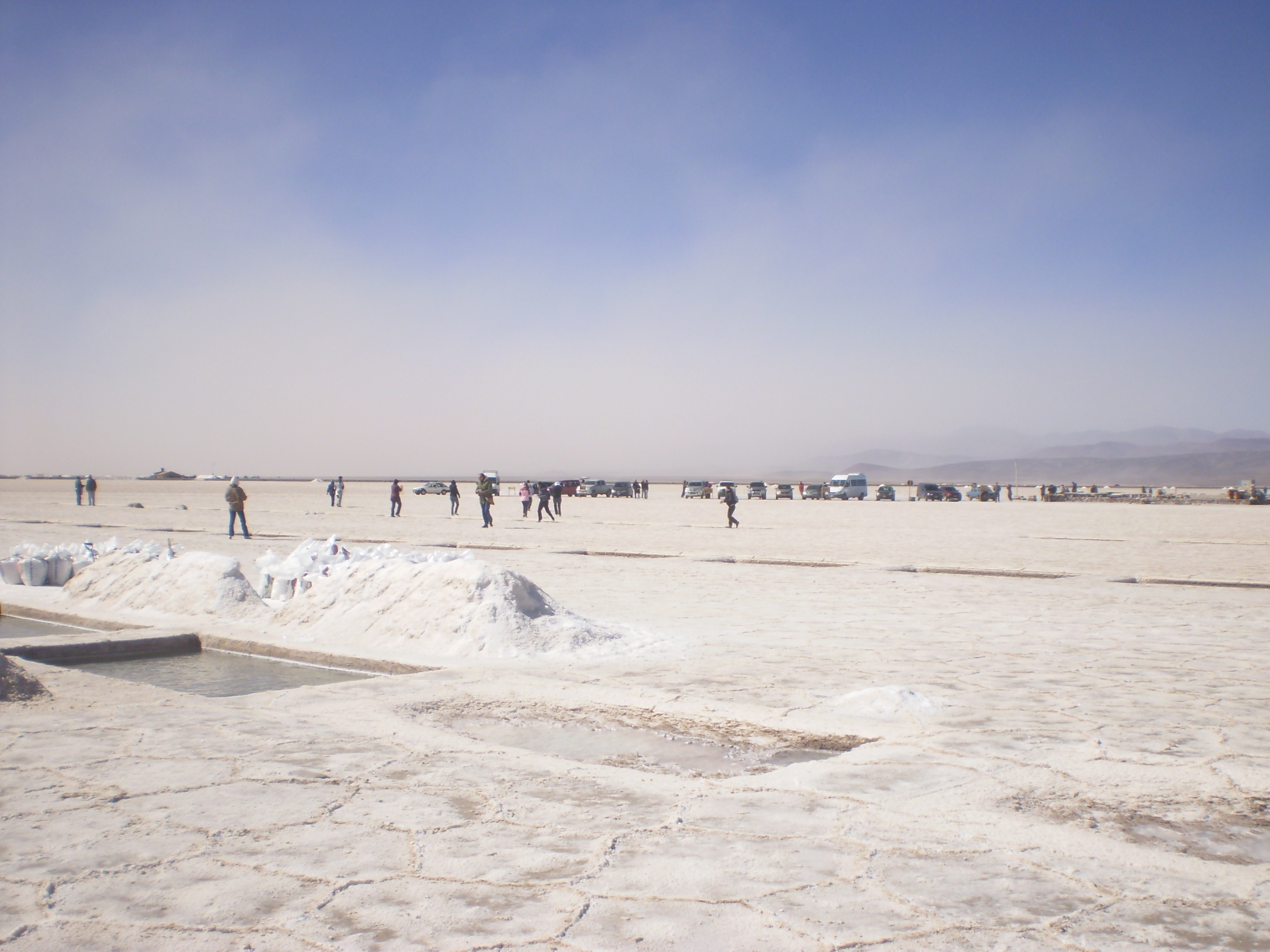
Contingente en las salinas
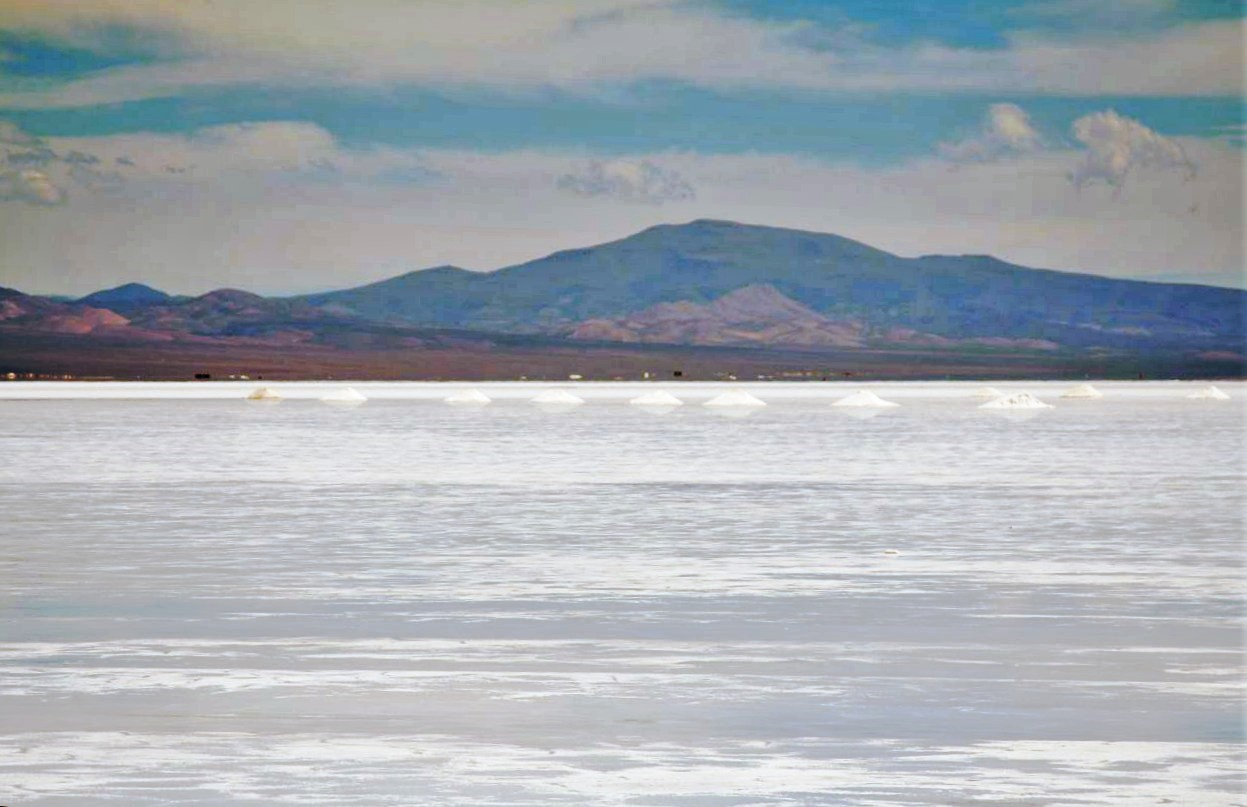
Salinas
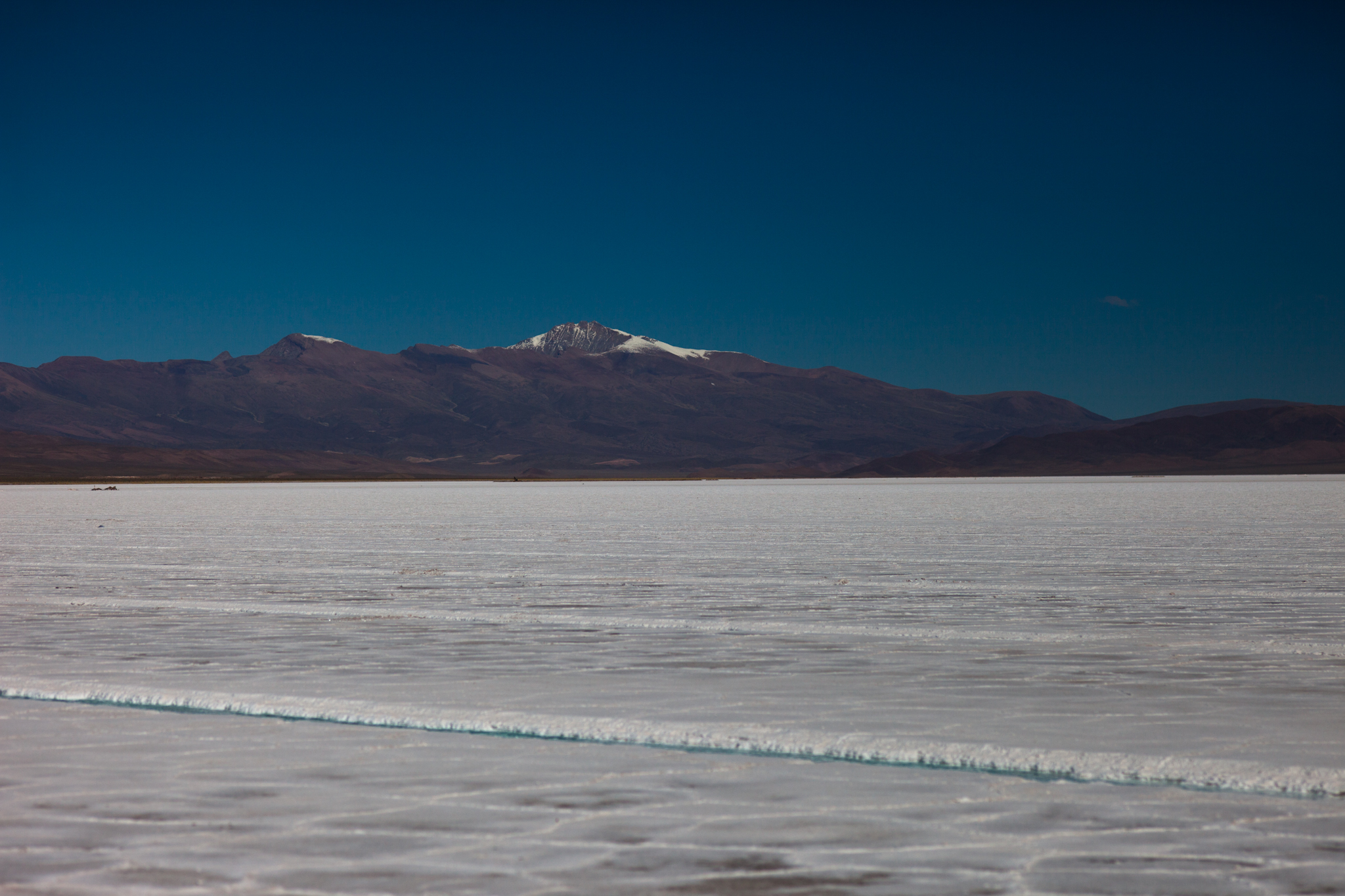
Salinas en toda su extensión

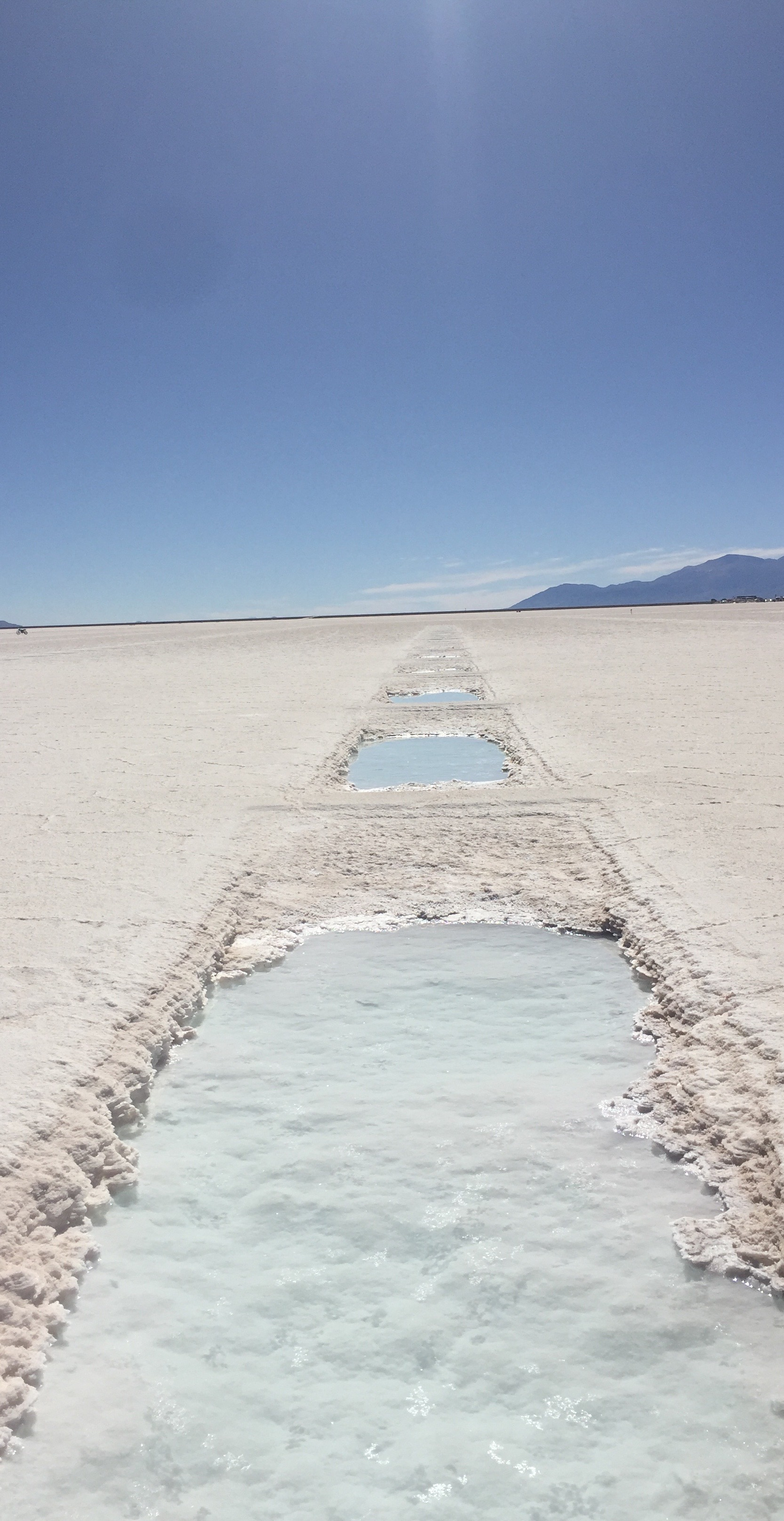
Piletones de Salinas Grandes Jujuy

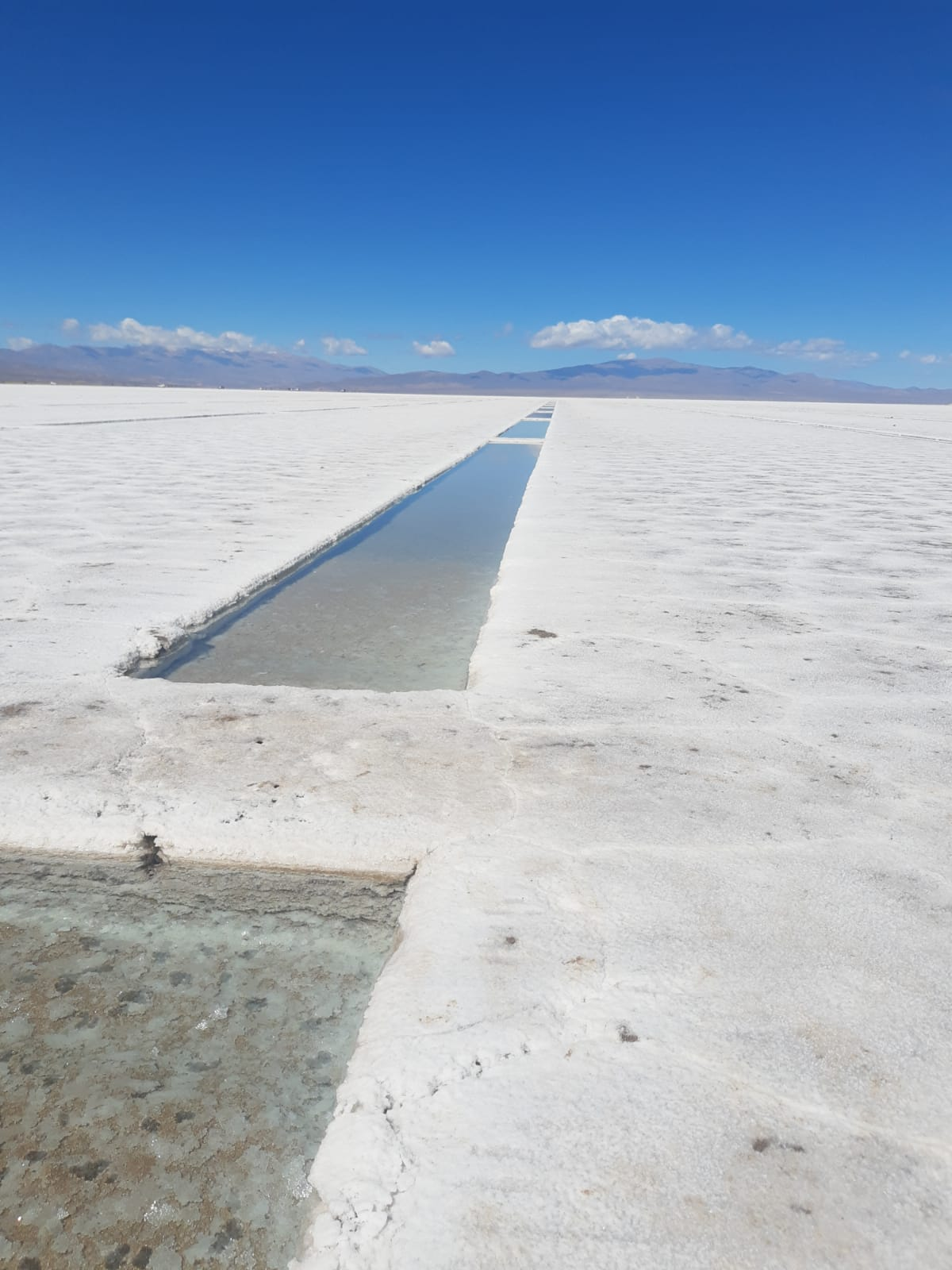
Los piletones de Salinas Grandes